# Recco
Recco je menší italské město v regionu Ligurie, v provincii Genova.
Leží v severozápadní části Itálie, v Janovském zálivu, na pobřeží Ligurského moře. Je součástí Italské riviéry, respektive její východní části Riviery di Levante. Leží 20 km jihovýchodně od Janova, hlavního města Ligurie. Žije zde 9 700 obyvatel.